# Emanuel Czuber
Emanuel Czuber (Praga, 19 de janeiro de 1851 – Gnigl, Salzburgo, 22 de agosto de 1925) foi um matemático austríaco.

## Vida e obra
Czuber estudou na Universidade Carlos de Praga, onde foi a partir de 1872 assistente de Karl Kořistka, onde obteve em 1876 a habilitação em geodésia.Em 1886 tornou-se professor ordinário da Universidade Técnica Alemã de Brno, onde foi reitor em 1890-1891. Em 1891 sucedeu o professor Anton Winckler Professor na Universidade Técnica de Viena, onde permaneceu até aposentar-se em 1919, e onde foi reitor em 1894-1895. Depois da aposentadoria morou em Gnigl.
No distrito de Viena Donaustadt a Czubergasse é denominada em sua memória.

## Obras
- Vorlesungen über Wahrscheinlichkeitsrechnung – auf Grund einer Akademieschrift von A. Meyer, 1879.
- Theorie der Beobachtungsfehler, Leipzig, 1891.
- Die Entwicklung der Wahrscheinlichkeitstheorie und ihre Anwendungen, Jahresbericht DMV 1899, Online: [ligação inativa]
- Die Wahrscheinlichkeitsrechnung und ihre Anwendungen auf Fehlerausgleichung, Statistik und Lebensversicherung, Leipzig, 1902/3, 4ª Edição 1924.
- Geometrische Wahrscheinlichkeiten und Mittelwerte, 1884 (traduzido para o francês).
- Statistik und Lebensversicherung, Leipzig, 1903, 2ª Edição 1908, Reimpressão 1968.
- Die statistischen Forschungsmethoden, Viena, 1921.
- Die philosophischen Grundlagen der Wahrscheinlichkeitsrechnung, Leipzig, 1923.
- Mathematische Bevölkerungstheorie, Leipzig, 1923.
- Vorlesungen über Differential- und Integralrechnung (2 Volumes), Leipzig, 1898.
- Einführung in die höhere Mathematik, Leipzig, 1909.
- De Moivre´s Abhandlungen über die Leibrente, Viena, 1906.
- Die Kollektivmaßlehre, Viena, 1908.